# Seznam děkanů filozofické fakulty v Olomouci
Toto je chronologický seznam osob stojících v čele filosofické fakulty olomoucké univerzity.

## Děkani fakulty svobodných umění (filozofické) univerzity Tovaryšstva Ježíšova v Olomouci (1628 – 17. září 1773)
Do roku 1628 nejsou jména děkanů známa, neboť olomoucká akademie se začala členit na fakulty pravděpodobně až v tomto roce.

### Jezuitští děkani v 17. století
| od   | do   | děkan                               | další údaje                                               |
| ---- | ---- | ----------------------------------- | --------------------------------------------------------- |
| 1628 |      | Adam Prionius, SJ                   | (1578, Kaliště – po 1628 ?)                               |
| 1629 | 1631 | Jan Pechenius, SJ                   | (1589 Opole – 30. 10. 1633 Olomouc)                       |
| 1632 |      | Paolo Anastasio, SJ                 | (kolem r. 1594, Perugia – 26. 9. 1647, Praha)             |
| 1633 |      | Karel de Grobendonq, SJ             | (6. 8. 1600, Mechelen – 6. 12. 1672, Praha)               |
| 1634 |      | Paulus Kotschelius, SJ              | (1592, Solca – 2. 1. 1659, Praha)                         |
| 1635 |      | Ignác Royo, SJ                      | (1599 La Torre ve Španělsku – po 1635 ?)                  |
| 1636 |      | Filip Streidt, SJ                   | (1602, Chomutov – 12. 11. 1643, Brno)                     |
| 1637 | 1640 | Jan Pošmurný, SJ                    | (4. 5. 1603 Opole – 7. 9. 1669 Praha)                     |
| 1641 |      | Michael Salicedo, SJ                | (kol. 1600, Bamberk – 4. 5. 1667, Vratislav)              |
| 1652 | 1654 | Matthias Werner, SJ                 | (1609 nebo 1610, Broumov? – 14. 11. 1684, Nisa)           |
| 1655 | 1659 | Bartoloměj Kichler, SJ              | (kolem 1618, Nová Bystřice – 1. 5. 1675, Olomouc)         |
| 1660 |      | Matthias Werner, SJ                 |                                                           |
| 1661 |      | Jan Sartorius, SJ                   | (1625 nebo 1627, Brno – 16. 1. 1666, Jindřichův Hradec)   |
| 1662 |      | Mattheus Nigrinus, SJ               | (kolem 1621, Ścinawa – 11. 4. 1685, Nisa)                 |
| 1663 | 1675 | Václav Steiger, SJ                  | (11. 6. 1618, Tišnov – 17. 11. 1692 Olomouc)              |
| 1676 |      | Lukáš Zimmermann, SJ                | (1632 Jihlava – 24. 9. 1679, Liběšice)                    |
| 1677 |      | Friedrich Wolf de Lüdingshausen, SJ | (16. 10. 1643, Dünaburg – 17. 4. 1708, Vratislav)         |
| 1678 |      | Ferdinand Koblitz, SJ               | (květen 1634, Broumov – 19. 4. 1707, Olomouc)             |
| 1679 | 1680 | Jan Habelius, SJ                    | (kolem 1635, Bruntál – 8. 3. 1691, Olomouc)               |
| 1681 | 1686 | Václav Steiger, SJ                  |                                                           |
| 1687 |      | Michael Kretzmer, SJ                | (kolem 1630 ? – po 1687 ?)                                |
| 1688 | 1689 | Pavel Mezenský, SJ                  | (1. 1. 1648, Kostelní Vydří – 30. 10. 1701, Praha)        |
| 1690 |      | Jacobus Heczelshoff, SJ             | (1631 Falkenberg – 24. 9. 1698, Olomouc)                  |
| 1691 | 1694 | Ondřej Pocagio, SJ                  | (1. 9. 1653, Plzeň – 13. 8. 1706, Hradec Králové)         |
| 1695 | 1696 | Maxmilián Pech, SJ                  | (2. 11. 1655, Třebíč – 5. 1. 1707, Jičín)                 |
| 1697 | 1699 | Jiří Chsinsky, SJ                   | (1652, Chlumec nad Cidlinou – 1. 12. 1726 Hradec Králové) |

### Jezuitští děkani v 18. století
| od   | do   | děkan                  | další údaje                                                     |
| ---- | ---- | ---------------------- | --------------------------------------------------------------- |
| 1700 | 1701 | Jan Tobl, SJ           | (3. 11. 1660, Sutice – 14. 5. 1708 Praha)                       |
| 1702 |      | Gabriel Stieff, SJ     | (8. 10. 1656, Šumperk – 5. 8. 1720, Kladsko)                    |
| 1703 |      | Jan Wölker, SJ         | (1667 Praha – po 1703 ?                                         |
| 1704 |      | Jiří Slezina, SJ       | (6. 4. 1663, Stará Plesná – 17. 12. 1744, Jičín)                |
| 1705 |      | Karel Siebert, SJ      | (6. 1. 1655 Dubá – 20. 4. 1724 Praha)                           |
| 1706 | 1709 | Ferdinand Sighardt, SJ | (13. 8. 1667, Nisa – 19. 12. 1735, Chomutov)                    |
| 1709 |      | Franz Retz, SJ         | (13. 9. 1673, Praha – 19. 11. 1750, Řím)                        |
| 1710 |      | Jan Duchek, SJ         | (18. 11. 1669, Jindřichův Hradec – 15. 6. 1732, Hradec Králové) |
| 1711 | 1712 | Martin Pirchan, SJ     | (17. 11. 1672, Počátky – 14. 4. 1719, Vratislav)                |
| 1713 |      | Ferdinand Sighardt, SJ |                                                                 |
| 1714 | 1717 | Jan Jung, SJ           | (1671, Kladsko – po 1717 ?)                                     |
| 1718 |      | František Kolbe, SJ    | (16. 2. 1681 nebo 1682, Praha – 19. 4. 1727, Plaňany)           |
| 1719 | 1720 | Jan Ringelhahn, SJ     | (1680, Chabry – 26. 4. 1740, Praha)                             |
| 1721 | 1722 | Karel Worel, SJ        | (28. 5. 1676, Nymburk – 13. 4. 1744, Jičín)                     |
| 1723 | 1724 | Ferdinand Stranik, SJ  | (5. 5. 1685, Praha – 26. 9. 1748, Jičín)                        |
| 1725 | 1726 | Jan Biderman, SJ       | (1682, Paczków – 24. 4. 1724, Tuchoměřice)                      |
| 1727 |      | Jan Klausal, SJ        | (3. 5. 1687, Velvary – 15. 9. 1768, Praha)                      |
| 1728 | 1733 | Jan Stein, SJ          | (1687, Chomutov – po 1733 ?                                     |
| 1734 | 1735 | Franciscus Weiner, SJ  | ( ? – po 1735 ?)                                                |
| 1736 | 1742 | Bernhard Minetti, SJ   | (1692, Praha – 24. 1. 1742, Olomouc)                            |
| 1743 | 1745 | Kryštof Neunheimb, SJ  | (1699, Brno – 26. 6. 1749, Olomouc)                             |
| 1746 | 1747 | Antonín Körber, SJ     | (28. 1. 1706, Jihlava – 26. 5. 1782, Brno)                      |
| 1748 |      | František Kreidt, SJ   | (24. 5. 1706, Znojmo – 11. 6. 1781, Znojmo)                     |
| 1749 |      | Jiří Lhotsky, SJ       | (10. 9. 1709, Zbiroh – 26. 10. nebo 7. 9. 1758, Telč)           |
| 1750 | 1754 | Godefried Scholtz, SJ  | (1710, Otmuchów – po 1754 ?)                                    |
| 1755 | 1756 | Jan Lau, SJ            | ( 17. 1. 1700, Chřibská – 30. 5. 1785, Znojmo)                  |
| 1757 | 1760 | Leopold Kirsch, SJ     | (22. 9. 1715, Kadaň – po 1780, Horní Planá ?)                   |
| 1761 | 1763 | Karel Budinský, SJ     | (1721, Jihlava – po 1768)                                       |

### Děkani v 18. století po ukončení jezuitského monopolu
| od   | do   | děkan                                                             | další údaje                          |
| ---- | ---- | ----------------------------------------------------------------- | ------------------------------------ |
| 1764 | 1765 | Jan Jassniger                                                     | (? Olomouc – 19. 1. 1775, Olomouc)   |
| 1766 | 1767 | Josef Jaroschek                                                   | (? – po 1778 ?)                      |
| 1768 |      | Jan Nepomuk Dürnbacher                                            | (1730 Praha – cca 1786 ?)            |
| 1769 |      | František Ehrenberger                                             | ( ? – 17. 5. 1770 Olomouc)           |
| 1770 |      | děkanát vakantní, v čele fakulty stál proděkan Štepán Schmidt, SJ |                                      |
| 1771 | 1773 | Eusebius Fior, O. F. M. Conv.                                     | (1732, Opava – 6. 11. 1786, Olomouc) |

## Děkani Filozofické fakulty C. k. univerzity v Olomouci a v Brně (17. 9. 1773 – 1. 11. 1782)
| od   | do   | děkan                              | další údaje |
| ---- | ---- | ---------------------------------- | --- |
| 1774 | 1775 | Eusebius Fior, O. F. M. Conv.      | |
| 1776 | 1778 | Jan Nepomuk Fentzl, SJ (exjezuita) | (? – 31. 7. 1796 Olomouc)                                                                                      |
| 1779 | 1781 | Jan Nepomuk Dürnbacher             | |
| 1782 |      | Leopold Schulz von Straßnitzki     | (5. 4. 1743, Vídeň – 4. 2. 1814, Vídeň; 6. 4. 1808 povýšen do šlechtického stavu s predikátem von Straßnitzky) |

## C. k. lyceum v Olomouci (1. 11. 1782 – 31. 3. 1827)
V čele lycea stál rektor, jenž však nebyl oprávněn užívat titulatury „rector magnificus“. Lyceum tvořila čtyři kolegia (studia) – teologické, juristické, filozofické a medicínsko-chirurgické, jež řídili jmenovaní direktoři. Shodně se členila též C. k. Františkova univerzita v Olomouci během prvních čtyř let své existence. Vstup na teologické či juristické studium byl podmíněn absolutoriem filozofického studia.

## Děkani Filozofické fakulty C. k. Františkovy univerzity v Olomouci (31. 3. 1827 – 17. 5. 1852)
| od   | do   | děkan                         | další údaje                                                          |
| ---- | ---- | ----------------------------- | -------------------------------------------------------------------- |
| 1831 |      | Josef Leonhard Knoll          | (7. 11. 1775, Králíky – 27. 12. 1841, Vídeň)                         |
| 1832 |      | Josef Wittgens                | (31. 1. 1784, Olomouc – 8. 4. 1846, Olomouc)                         |
| 1833 |      | Jan Fuchs, C.R.S.P.           | (11. 2. 1785, Vídeň – 7. 5. 1848, Olomouc)                           |
| 1834 |      | Ondřej Spunar                 | (17. listopadu 1794 Lhotka u Drahotuší – 16. listopadu 1840 Olomouc) |
| 1835 |      | Michael František von Canaval | (6. července 1798 Brno – 12. dubna 1868 Vídeň)                       |
| 1836 |      | Matyáš Sturm                  | (6. 7. 1798, Brno –po 1848 ?)                                        |
| 1837 |      | Johann Karl Nestler           | (16. prosince 1783 Vrbno pod Pradědem – 9. července 1842 Olomouc)    |
| 1838 |      | Josef Wittgens                |                                                                      |
| 1839 |      | Ondřej Spunar                 |                                                                      |
| 1840 |      | Karel Jan Vietz               | (16. 6. 1798, Milešov – 2. 8. 1872, Praha)                           |
| 1841 |      | Narcis Emanuel Palm           | (1754, Šternberk – 1842 nebo 1843 ?)                                 |
| 1842 |      | Michael František von Canaval |                                                                      |
| 1843 |      | Jan Fuchs, C.R.S.P.           |                                                                      |
| 1844 |      | Bedřich Franz, Ord. Praem.    |                                                                      |
| 1845 |      | Adolf Ficker                  | (14. 6. 1816, Olomouc – 12. 3. 1880, Vídeň)                          |
| 1846 |      | Josef Wittgens                |                                                                      |
| 1847 | 1848 | Jan Fuchs, C.R.S.P.           |                                                                      |
| 1849 |      | Ignác Jan Hanuš               | (12. 11. 1812, Praha – 19. 5. 1869, Praha)                           |
| 1850 | 1851 | Bedřich Franz, Ord. Praem.    |                                                                      |
| 1851 |      | Franc Močnik                  |                                                                      |
| 1852 |      | Joseph Fick                   | (1800, Štýrský Hradec – 25. 11. 1881, Štýrský Hradec)                |

## Děkani Filozofické fakulty Univerzity Palackého v Olomouci (od 21. února 1946)
| od   | do | děkan                        | další údaje                                  |
| ---- | -- | ---------------------------- | -------------------------------------------- |
| 1946 |    | prof. PhDr. Jindřich Šebánek | (12. října 1900 Písek – 14. ledna 1977 Brno) |

### Děkani společenskovědní větve pedagogické fakulty (1947-1953)
| od   | do   | děkan                                                    | další údaje                                                       |
| ---- | ---- | -------------------------------------------------------- | ----------------------------------------------------------------- |
| 1947 | 1948 | prof. PhDr. Vincenc Lesný                                | (3. 4. 1882 Komárovice u Moravských Budějovic – 9. 4. 1953 Praha) |
| 1948 | 1949 | prof. PhDr. Karel Janáček, DrSc.                         | (22. 9. 1906 Brno – 14. 2. 1996 Brno)                             |
| 1949 | 1953 | prof. PhDr. Jaromír Bělič, DrSc., člen korespondent ČSAV | (24. 3. 1914 Násedlovice – 6. 12. 1977 Praha                      |

### Děkani fakulty společenských věd Vysoké školy pedagogické v Olomouci (1953-1957)
| od   | do   | děkan                           | další údaje                                           |
| ---- | ---- | ------------------------------- | ----------------------------------------------------- |
| 1953 | 1954 | doc. PhDr. Otakar Vašek         | (27. 7. 1910, Janov na Krnovsku – 28. 2. 1995, Praha) |
| 1954 | 1957 | doc. PhDr. Václav Křístek, CSc. | (30. 8. 1918, Ostrava – 9. 9. 1979, Praha)            |

### Děkani Filozofické fakulty Univerzity Palackého
| od         | do          | děkan                                | další údaje                                                                          |
| ---------- | ----------- | ------------------------------------ | ------------------------------------------------------------------------------------ |
| 1960       | 1961        | prof. PhDr. Emil Holas, DrSc.        | (19. 5. 1917, Skalice na Frýdecku-Místecku – 29. 3. 1985, Olomouc)                   |
| 1961       | 1963        | doc. PhDr. Jaromír Lang              | (6. 4. 1914, Bojanovice na Klatovsku – 17. 6. 1979, Praha)                           |
| 1963       | 1964        | doc. PhDr. Antonín Václavík, CSc.    | (2. 3. 1927 Moravské Prusy, nyní Prusy-Boškůvky na Vyškovsku – 31. 7. 1997, Olomouc) |
| 1964       | 1966        | doc. PhDr. Josef Bieberle, CSc.      | (19. 1. 1929 Loštice – 18. 1. 2018 Olomouc)                                          |
| 1966       | 1969        | prof. PhDr. Jiří Daňhelka, CSc.      | (7. 2. 1919 Praha – 28. 3. 1993 Olomouc)                                             |
| 1969       | 1971        | prof. PhDr. Dimitr Krandžalov, DrSc. | (26. 10. 1907 Tulcea (nyní v Rumunsku) – 22. 5.1971 Olomouc)                         |
| 1971       | 1974        | prof. ak. arch. František Novák      | (18. 2. 1911 Krnov – 20. 8. 1983 Karlovy Vary)                                       |
| 1974       | 1986        | prof. PhDr. Jan Navrátil, CSc.       | (9. 9. 1929 Dluhonice na Přerovsku – 17. 10. 2017 Olomouc)                           |
| 1986       | 1989        | doc. PhDr. Karel Motyka, CSc.        | (15. 11. 1935 Karpentná na Frýdecku-Místecku – 10. 12. 2004 Přerov)                  |
| 1990       | 31. 1. 1994 | prof. PhDr. Ludvík Václavek, CSc.    | (28. 4. 1931 Olomouc – 4. 10. 2021)                                                  |
| 1. 2. 1994 | 31. 1. 1997 | doc. PhDr. Jindřich Schulz, CSc.     | (1. 12. 1940 Olomouc – 6. 4. 2022 Olomouc)                                           |
| 1. 2. 1997 | 31. 1. 2003 | doc. PhDr. Vladimír Řehan            | (nar. 28. 1. 1948 Olomouc)                                                           |
| 1. 2. 2003 | 31. 1. 2006 | prof. PhDr. Ivo Barteček, CSc.       | (nar. 18. 9. 1953 Starý Bohumín)                                                     |
| 1. 2. 2006 | 31. 1. 2010 | prof. PhDr. Ivo Barteček, CSc.       |                                                                                      |
| 1. 2. 2010 | 31. 1. 2014 | doc. PhDr. Jiří Lach, Ph.D., M.A.    | (nar. 21. 10. 1971 Frýdek-Místek)                                                    |
| 1. 2. 2014 | 31. 1. 2018 | prof. PhDr. Jiří Lach, Ph.D., M.A.   |                                                                                      |
| 1. 2. 2018 | 31. 1. 2022 | prof. PhDr. Zdeněk Pechal, CSc.      | (nar. 10. 6. 1957 Zlín)                                                              |
| 1. 2. 2022 |             | doc. Mgr. Jan Stejskal M.A., Ph.D.   | (nar. 28. 10. 1970 Pardubice)                                                        |